# Hill 62

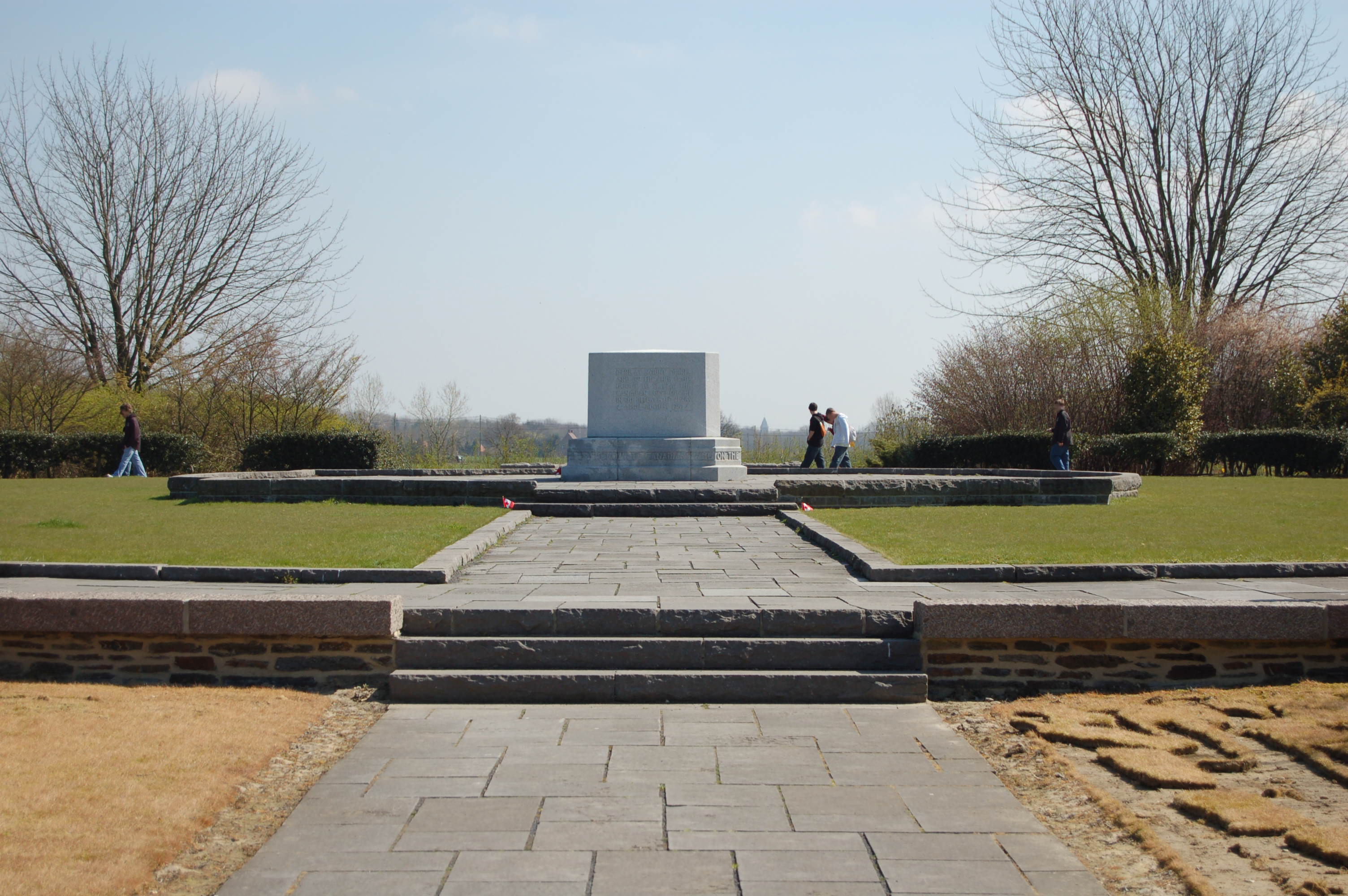
Die Kuppe des Hill 62 mit dem Gedenkstein

Der Hill 62 ist ein kleiner Hügel am südöstlichen Rand von Ypern, dem im Ersten Weltkrieg eine strategische Bedeutung zukam. Heute ist der Hill 62 eine kanadische Gedenkstätte.

## Geschichte

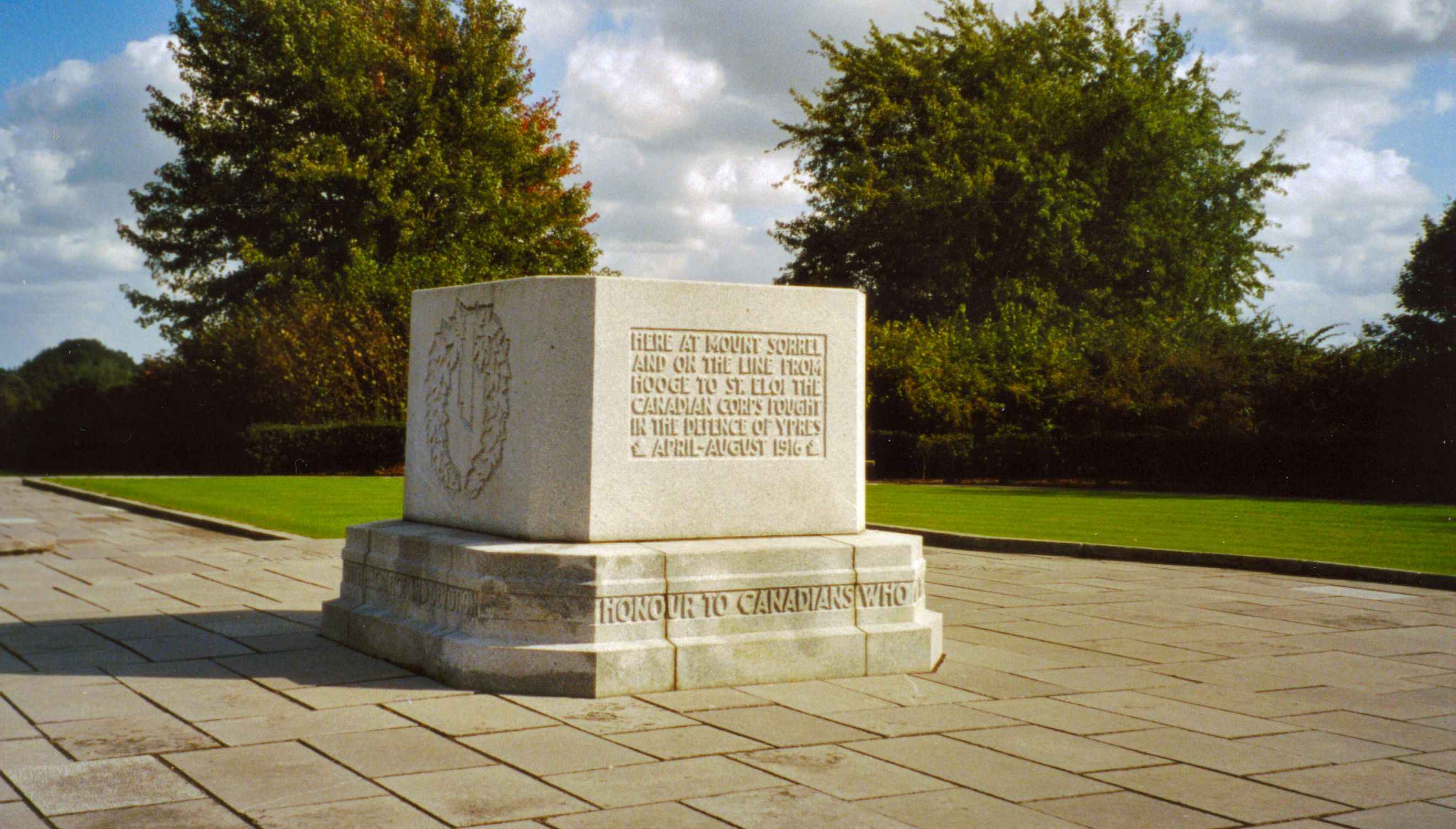
Inschrift auf der Rückseite des Denkmals

Der Hill 62 lag innerhalb des Ypernbogens, jenem Frontverlauf, der sich über vier Jahre hinweg örtlich nur gering verschob. Der Hill 62 befindet sich im Sanctuary Wood auf der Spitze des Mount Sorrel. Der Hill 62 wurde vor allem von der Canadian Expeditionary Force gehalten und mit einer offensiven Operation Anfang Juni 1916 nach der Zweiten Flandernschlacht im Gefecht von Mont Sorrel dem Deutschen Heer wieder entrissen. Auch in der Dritten und Vierten Flandernschlacht spielte der Hügel eine bedeutende Rolle.

## Lage
Die Canadian Hill 62 Memorial Grounds liegen am Südwestende des von den Briten Sanctuary Wood genannten Waldgebiets im Ortsteil Zillebeke von Ypern, am Ende der Canadalaan. Wenige hundert Meter nördlich befindet sich der Sanctuary Wood CWGC Cemetery und auf halber Strecke zwischen beiden das Hill 62 Sanctuary Wood Museum, das ganzjährig geöffnet hat.